# James Michel

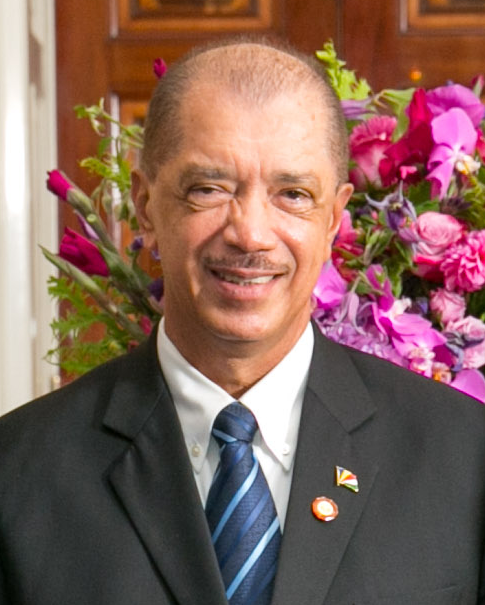
James Michel in 2014.

James Alix Michel (Mahé, 16 augustus  1944) is een Seychels politicus. Van 2004 tot 2016 was hij de president van de Republiek van de Seychellen.

## Loopbaan
James Michel was aanvankelijk leraar, maar was daarna werkzaam in de toeristenindustrie. In 1976 werd hij lid van de SPUP, de sociaaldemocratische partij van France-Albert René. Op 5 juni 1977 kwam Renés SPUP aan de macht. Vanaf 1976 was James Michel lid van het Centraal Comité van het Front Progressiste du Peuple Seychellois (FPPS), de opvolger van de SPUP en de enige partij van 1979 tot 1991. Hij was gedurende 1977 en 1991 meerdere malen minister van Economische Zaken en besteedde veel aandacht aan de opkomende toeristenindustrie en de visserij.
In de jaren 1991-1993 steunde hij het democratiseringsproces. In 1996 werd hij vicepresident onder president René. Toen de laatste in op 14 april 2004 met pensioen ging, volgde Michel hem als president op. Hij werkte samen met oppositieleider Wavel Ramkalawan van de Nationale Partij van de Seychellen. Bij de verkiezingen van 2006 werd Michel ook echt verkozen tot president en op 22 mei 2011 werd hij herkozen voor een nieuwe termijn van vijf jaar. Volgens de kiescommissie won Michel deze verkiezingen met 55 procent van de stemmen. Zijn tegenstander Ramkalawan behaalde 41 procent. De rest van de stemmen werden verdeeld tussen twee andere uitdagers.
Bij de verkiezingen van december 2015 werd Michel nogmaals herkozen, al waren de resultaten ongekend nipt. In de eerste ronde wist geen van de kandidaten een meerderheid te behalen, waardoor een tweede ronde noodzakelijk werd. Hierin wist Michel zijn rivaal Ramkalawan met slechts 193 stemmen te verslaan. Minder dan een jaar later, op 16 oktober 2016, trad Michel terug als president nadat de oppositie bij de parlementsverkiezingen een meerderheid had behaald. Hij werd opgevolgd door zijn vicepresident Danny Faure.